# 1057

## Починали
- февруари – Едуард Изгнаника, некоронован наследник на английския престол